# 新刀马旦
《新刀马旦》是李家琦、王帅执导的电视剧，2003年上映，共20集，该作品主要讲述的是一个戏班与八路军战士和一些寻宝的人所发生的故事，该作根据《刀马旦》进行改编。

## 剧情简介
民国时期，"苗家班"的班主意外的遇到了革命党人穆云天，而此时此刻的他正在寻找清朝时期皇族端王留下的宝藏从而用于革命事业，虽说最初"苗家班"的班主最初因为安全，尽可能避免与穆云天过多的接触，但是最后他被穆云天感化，而后决定帮助穆云天。
而与此同时，日本人，袁世凯阵营的人也在寻找这个宝藏。
在穆云天等人寻宝的时候，遇到了白礼居，而后他与穆云天都遇到了彼此的伴侣，但是"苗家班"的班主却在寻宝的途中被日本人杀死。

## 演员表
- 王奎荣 饰 苗人杰
- 常戎 饰 穆云天
- 辛柏青[4] 饰 白礼居
- 苏岩 饰 金钗
- 刘希媛 饰 翠玉
- 汪芫 饰 秀凤
- 朱蕊彤 饰 高桥秀子
- 于谦 饰 周柏森
- 李家琦 饰 白明河
- 刘畅 饰 霍家兴[5]

## 相關連結
- 豆瓣电影上《新刀马旦》的資料 （简体中文）